# 우언우타
우언우타는 야구에서 언더핸드 형식으로 공을 던지고 타석에선 우타자의 타석으로 들어서는 야구 선수를 가리키는 단어이다.

## 설명
우언우타는 우사우타와 함께 우투우타 유형 중에 하나인 야구 선수 유형이다. 우사우타와는 달리 대다수의 우언우타 유형의 선수들은 대부분 투수에 포진되어 있다. KBO에서 우언우타인 선수로는 조웅천, 마정길 등이 있으며 MLB에서는 대런 오데이가 우언우타인 선수가 된다.

## 같이 보기
- 야구
- 투수